# Haditengerészet

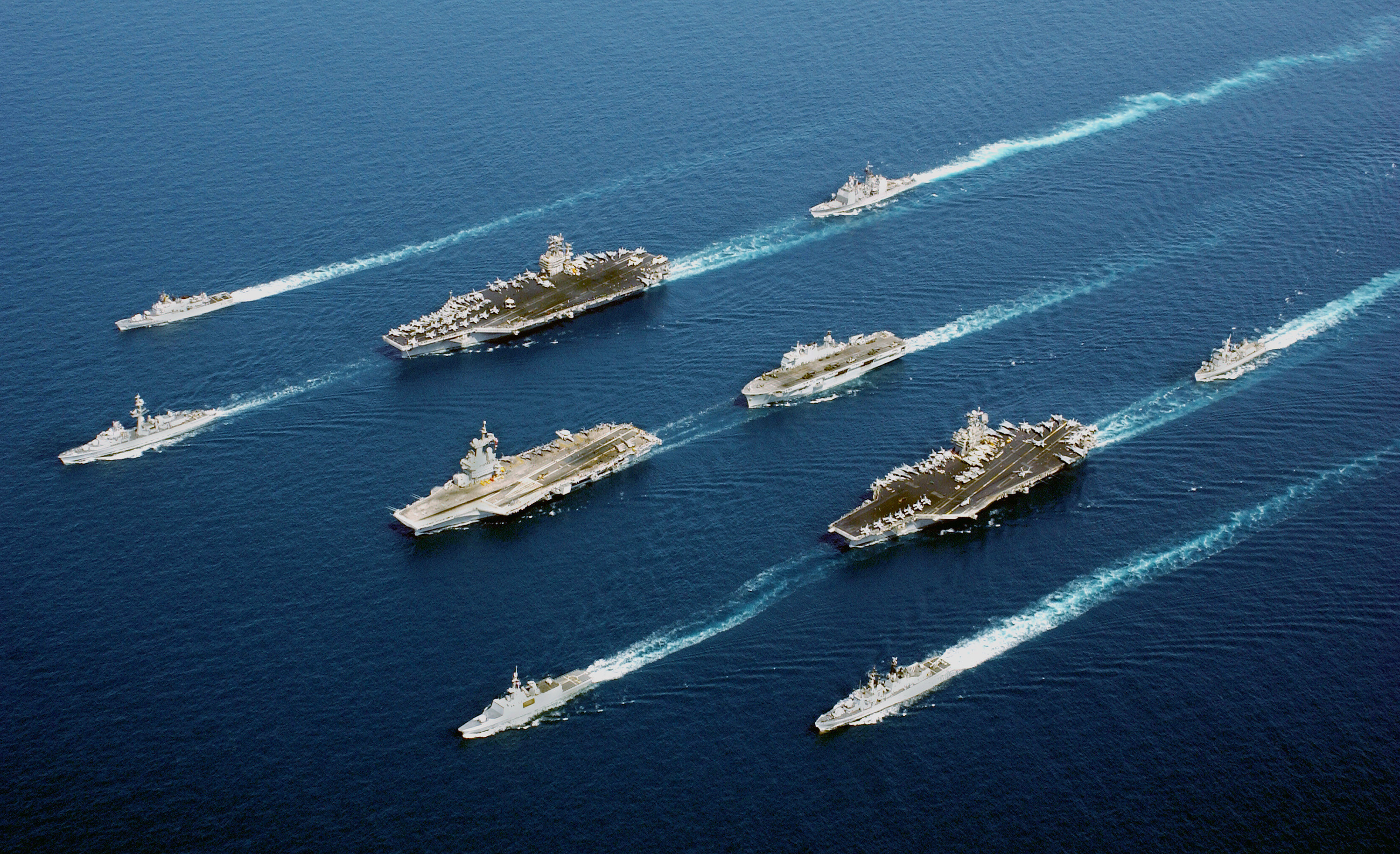
5 ország tengerészeti egységei vesznek részt az Operation Enduring Freedom tengeri hadműveletben, amelyet az Ománi-öbölben tartottak. Balról jobbra a következő hajók láthatók a képen: ITS Maestrale (F 570), De Grasse (D 612), USS John C. Stennis (CVN 74), Charles De Gaulle (R 91), Surcouf (F 711); USS Port Royal (CG-73), HMS Ocean (L 12), USS John F. Kennedy (CV 67), HNLMS Van Amstel (F 831) és ITS Luigi Durand de la Penne (D 560).

A tengerészet vagy haditengerészet leggyakrabban az államok vagy szervezetek által létrehozott fegyveres erő vízi hadviselésre. Elsődleges feladata a vízi vagy kétéltű hadviselés, azaz a folyók, tavak vagy tengerek vizein hadműveletek végrehajtása és támogatása, illetve a szárazföldi hadműveletek támogatása. A modern tengerészeti erők kötelékébe felszíni hajók, kétéltű hajók, tengeralattjárók, repülőgép- vagy helikopterhordozók, illetve különféle támogató feladatokat ellátó hajók (ellátó, csapatszállító, kiképző, kommunikációs) tartoznak.
A haditengerészet hadászati szerepe támadó hadműveletek végrehajtása az adott nemzet szárazföldi határain túl (pl. más nemzetek tengerészeti erőinek, hajózási vonalainak, parti védműveinek) támadása. Hadászati védelmi szerepe az ellenséges haditengerészet felderítése és feltartóztatása, hajózási vonalak, a partok, kikötők védelme, illetve a nukleáris robbanótöltettel felszerelt tengeralattjárók révén az ellenség nukleáris elrettentése.

## A tengerészet elnevezései az európai nyelvekben
A magyarban a tengerészet a „tenger” szóból ered, jelentésébe tartozhat még a kereskedelmi célú hajózás, vagyis a vízi közlekedés és szállítás. Az angolban ez jobban elkülönül: a navy szól elsődleges jelentése haditengerészet, bár létezik a merchant navy, azaz kereskedelmi tengerészet kifejezés is. A németben a Marine mindenféle flottát jelent, amelyet rendeltetése szerint Kriegsmarine (haditengerészet) és Handelsmarine (kereskedelmi tengerészet) kifejezésekkel különböztetnek meg. A francia nyelvben is a marine jelentése flotta, a hadiflottát a marine de guerre, les forces navales, la marine militaire, l’armée de mer kifejezések jelölik.
Az angol navy szó az ó-franciából származik: navie, jelentése „hajóflotta”, amely a latin navigium, „hajó, csónak” vagy navis, „hajó” szavakból ered. A latin szó feltehetően görög eredetű[forrás?]: „ναῦς” (naus), „hajó”, és „ναύτης” (nautes), „hajós, tengerész”. Ennek első változatát a mükénéi görögöknél találták: na-u-do-mo, „hajóépítők”, ezt a szót Lineáris B írással jegyezték fel.

## A tengeri hadviselés története

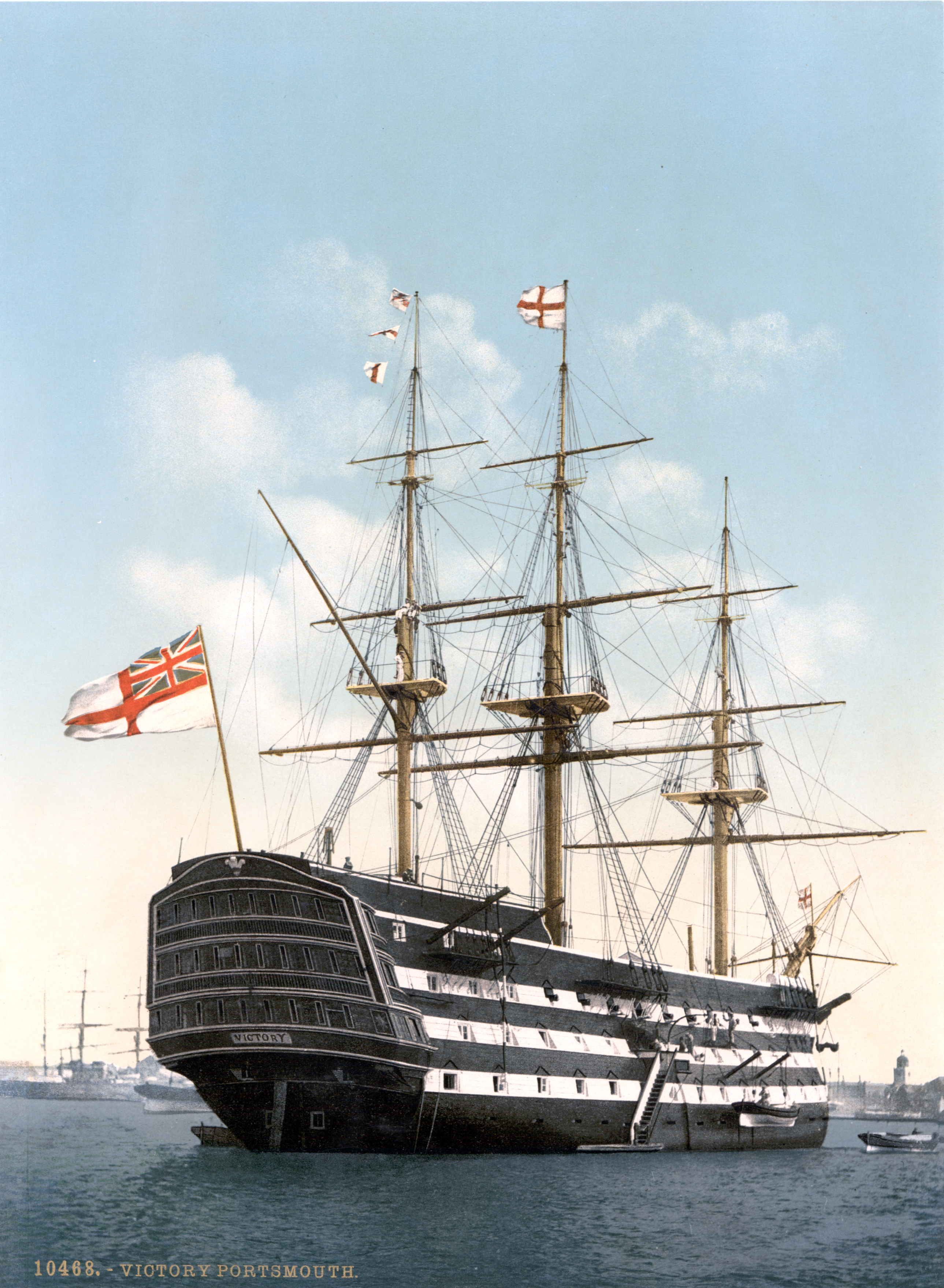
A HMS Victory, a világ legöregebb, aktív szolgálatban lévő hadihajója

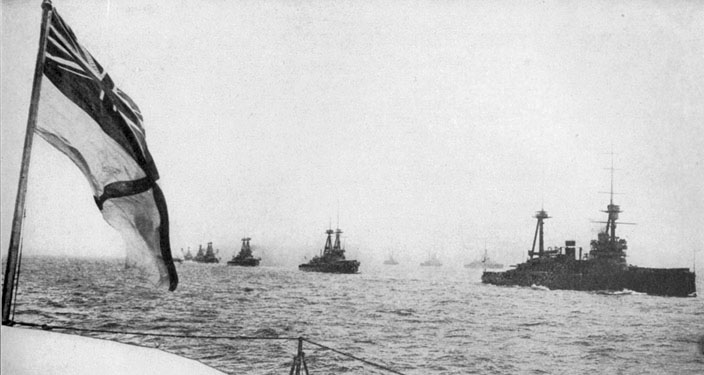
A HMS Iron Duke vezetésével a nyílt tenger felé tart az első világháborús brit flotta.

### Kezdetek
A tengerészet kialakulása a hajózással egyidős: a puskapor feltalálása előtt a tengeri hadviselés lényegében az ellenséges hajók meglékeléséből és elfoglalásából állt. Az Ókori Görögországban és a Római Birodalomban a haditengerészet központi elemei olyan, hosszúkás, keskeny, hegyes orrú hajók voltak, amelyeket egy vagy több sor evezős hajtott, mint pl. a triremis vagy liburna. Ezek a hajók a tengeri csatában az ellenséges hajók meglékelésére és elsüllyesztésére, illetve az evezők letörésével a hajó mozgásképtelenné tételére és ezután elfoglalására törekedtek. A legtöbb hajónak volt vitorlája is, de csak kisegítő célokra, úgyhogy csata közben be is vonták azokat.
A tengerészet fejlődését a középkorban az egyre nagyobb teherbírású hajók, illetve a vitorlázat fejlesztése jelentette, és nem is következett be jelentős változást a puskapor, illetve a gyorsan újratölthető ágyú kifejlesztéséig. A Római Birodalom felbomlása után a Földközi-tengeren csak Bizáncnak volt jelentős flottája, Indiában a Csola-dinasztia épített ki komoly hadiflottát, míg délebbre időnként Srí Lanka is a tengeri nagyhatalmak közé emelkedett: a szingaléz tengerészet Délkelet-Ázsiában hajtott végre hadműveleteket, illetve a tengerről támadta a szomszédos Indiát. Kínában a Csin-dinasztia óta ismertek felfegyverzett dzsunkák nagy tengeri összecsapásai. A hivatalos kínai hadiflotta létrehozására csak a 12. században, a Szung-dinasztia alatt került sor, és ekkor a kínaiak már puskaport is alkalmaztak a tengeri hadviselésben.

### A vitorlás hajók fejlődése
A puskapor elterjedése, illetve a számos ágyút hordozni képes hajó mérete és tömege egyre inkább megkövetelték a vitorlázat fejlesztését és hozzájárultak az evezős hajók eltűnéséhez. Az 1571-es lepantói csatában még szép számmal vettek részt ágyúval felszerelt, evezős gályák, de ezt követően a vitorlás hajók fejlődése kiszorította ezeket. Az angolban ezt a kort „Age of Sail” névvel illetik, amely az 1600-as évektől a 19. századig tartott. A hajók és fegyverzetük fejlődésével egy időben változott a tengeri hadviselés módja, a hangsúly az ellenséges hajók elfoglalásáról egyre inkább áttevődött a hajók közötti tüzérségi párbajra, a flották közötti manőverezésre és a nagy hadihajók összecsapására.
A nagy teherbírású, fejlett vitorlázattal felszerelt, nagy tűzerejű hadihajókra alapulva építették ki haditengerészeti erőiket az európai nagyhatalmak, kezdetben a spanyolok és a portugálok, akik a 16. és 17. században dominálták a felfedezések és a gyarmatosítás korát. A spanyol Nagy Armada 1588-as veresége, amelynek egyik oka volt a csak ágyúkkal felszerelt, kisebb és jobban manőverezhető angol hajók fölénye, jelezte a spanyol tengeri uralom hanyatlását. A Holland Köztársaság hajósai 1620 körül kezdték komolyan veszélyeztetni a spanyol hajózást és az 1639-es downsi csata során komoly vereséget mértek a spanyol flottára.

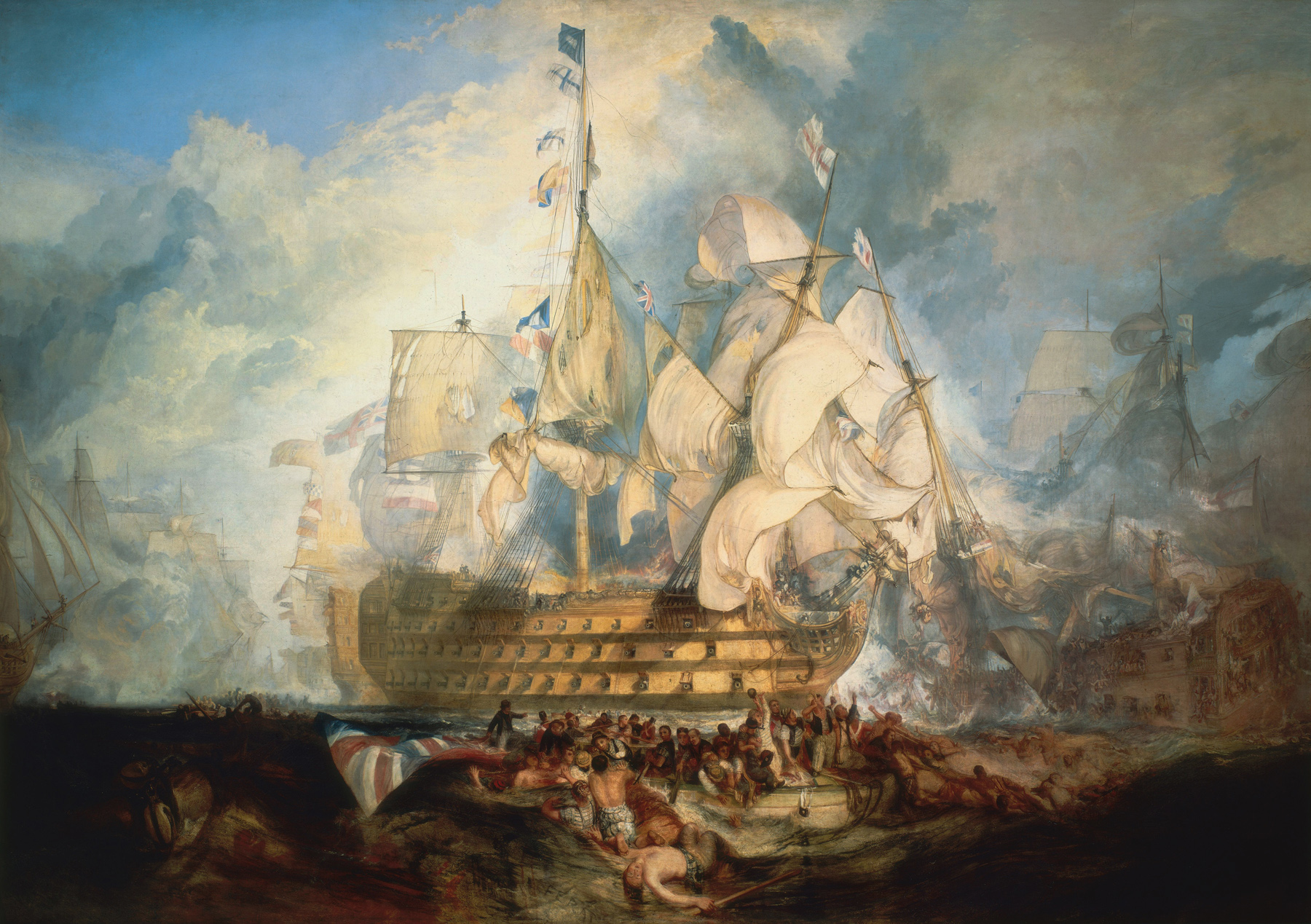
A trafalgari csata, J. M. W. Turner festménye (1822–1824). A képen a HMS Victory árbócán láthatók Nelson híres üzenetének utolsó betűi: „England expects that every man will do his duty”, azaz „Anglia elvárja, hogy mindenki megtegye kötelességét”

### A brit haditengerészet fölénye
Anglia csak a 17. század közepén tűnt fel, mint komoly tengeri hatalom, és az első angol–holland háború során közvetlen konfliktusba kerültek a hollandokkal. A második és harmadik angol–holland háború azonban elsöprő holland fölényt hozott és a holland aranykor alatt nem is volt komoly riválisuk. A francia haditengerészet megnyert néhány csatát a 17. század vége felé, de a hangsúly mindig is a szárazföldi erők fejlesztésén volt. Miután 1688-ban a holland Orániai Vilmos partra szállt Angliában és elfoglalta a trónt, a holland és angol flották közös irányítás alá kerültek és a két ország rivalizálása megszűnt. 1695-től a Brit Királyi Haditengerészet, azaz a Royal Navy egyre inkább előnybe került a rivális haditengerészetekkel szemben, elsősorban mérete és hajóinak minősége, a tengerészek kiképzése és a brit tengeri harcmodor miatt.
A 18. század a Royal Navy sorozatos győzelmeit hozta, előbb a spanyol örökösödési háború (1701–1714), majd az osztrák örökösödési háború (1740–1748) tengeri csatáiban, illetve a hétéves háborúban (1754–1763). Az amerikai függetlenségi háború (1775–1783) visszavetette a fejlődést, de a trafalgari csata (1805) után nem akadt riválisa.

### A modern hadihajók megjelenése

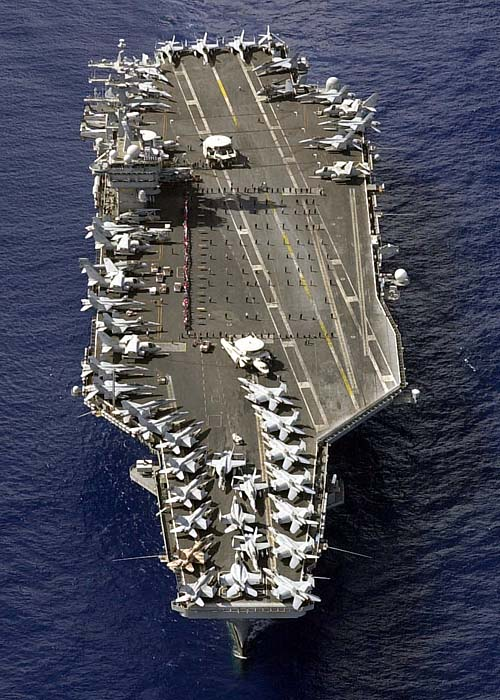
Az U.S. Navy repülőgép-hordozója, az USS Nimitz (CVN-68)

A hadihajók fejlődésének következő lépcsőfoka a hajótest páncélzatának megjelenése volt. A páncéllemezek azonban jelentősen megnövelték a hajók tömegét és szükségessé tette, hogy a hajókat gőzgép hajtsa. Az első páncélozott hajók a francia FS Gloire (1858-1883) és a brit HMS Warrior (1860) voltak, amelyek megjelenésükkel egy csapásra elavulttá tették a korábbi vitorláshajókat. A következő nagy lépés a forgatható ágyútorony kifejlesztése volt, amely lehetővé tette, hogy a hajó fegyverzetét a hajótesttől függetlenül tudják vezérelni. Az amerikai polgárháború (1861–1865) alatt került sor a konföderáció CSS Virginia és a szövetségi USS Monitor hajók vívták az első modern tengeri csatát, amelyben csak páncélozott hajók vettek részt.
A 19. század végén és a 20. század elején számos nagyhatalom (Nagy-Britannia, Németország, Franciaország, Oroszország, Japán, az Egyesült Államok) látott neki haditengerészeti flottájának modernizálásához és fejlesztéséhez. A flották sikere azonban nem mindig volt egyenes arányban nagyságukkal: az orosz–japán háború előtt az orosz flotta a világ harmadik legnagyobb flottája volt, de a Port Arthur-i csata során így is jelentős vereséget szenvedtek – a japán haditengerészet volt az első, amely aknákat alkalmazott a tengeri hadviselésben. A modern flották kialakulásában a következő jelentős lépés a HMS Dreadnought (1906) csatahajó kifejlesztése és megépítése volt: minden korábbi hadihajót elavulttá tett technikai megoldásaival és azokat csak „pre-Dreadnought”-ként emlegették. A HMS Dreadnought-nak gőzgép helyett gőzturbina adta a meghajtást, amivel nagyobb sebességet tudott elérni, és lehetővé tették a hajótest magasságának csökkentését, így kisebb célpontot jelentett az ellenségnek. Emellett megnövelték a főfegyverzetet alkotó nehéz hajóágyúk számát (a korábbi csatahajókon a főfegyverzet csak 4 nehéz ágyú volt, míg a Dreadnought tüzérségét 5 toronyba épített 10 nehéz ágyú alkotta), vagyis a britek elérték, hogy az új csatahajó jelentősen gyorsabb volt minden hasonló tűzerejű hajónál, és tűzerőben jelentősen felülmúlt minden olyan hajót, amely sebességben felvette vele a versenyt.
Bár a brit admiralitás elsősorban a németek elrettentésére alkotta meg a Dreadnought-t, de elrettentés helyett hatalmas fegyverkezési versenyt váltottak ki. A németek is elkezdtek építeni hasonló (immár Dreadnought típusúnak nevezett) csatahajókat. A felfokozott fegyverkezési verseny következtében az angol haditengerészet előnye csökkenni kezdett, és az I. világháború elején már jóval kisebb volt, mint a 20. század elején, de még mindig olyan erős volt, mint az utána következő két legerősebb haditengerészet, a német és az amerikai együttvéve.

### Tengeralattjárók

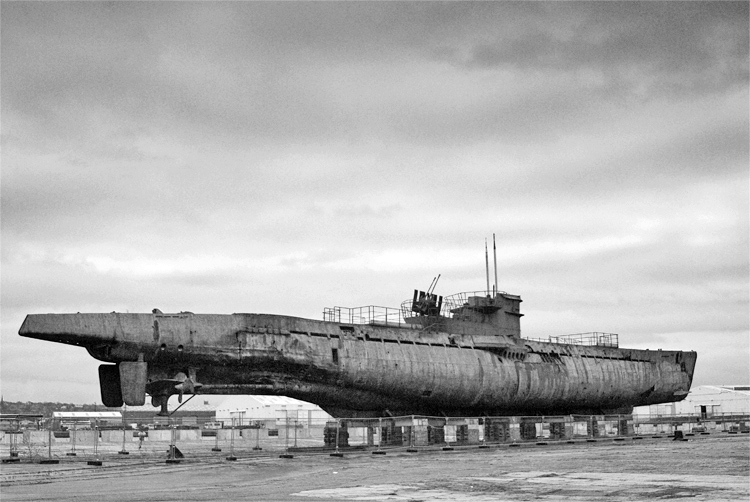
A német U-534 tengeralattjáró az angliai Birkenhead Docks közelében

Az első katonai rendeltetésű tengeralattjárók a 19. század végén jelentek meg és az első világháborúban már a tengeri hadviselés lényeges elemeivé váltak. A második világháború során a német haditengerészet (Kriegsmarine) tengeralattjárói, az U-boot-ok majdnem teljesen megbénították a szövetséges hajózást és szinte lehetetlenné tették, hogy az Egyesült Államok katonailag támogassa Nagy-Britanniát. A másik oldalon a Tirpitz német csatahajót, a Bismarck testvérhajóját komolyan megrongálta egy szövetséges mini-tengeralattjáró, és hónapokig tartott, amíg a károkat kijavították.
A modern kori tengerészet történelmében a legnagyobb változást a repülőgép-hordozók bevezetése jelentette. Elsőként a Tarantói-öbölben vívott csata, majd pedig 1941-ben Pearl Harbornál demonstrálta, hogy ez a hajótípus sikeresen képes látótávolságon kívüli, tengeri és szárazföldi célpontokat támadni. Az 1944-es Leyte-öbölbeli csata volt a II. világháború legnagyobb tengeri összecsapása, és feltehetően az utolsó, amelyben a csatahajók még komoly szerepet játszottak. A II. világháború végére világossá vált a repülőgép-hordozók fölénye a tengeri hadviselésben.

### A második világháború után
A második világháború végére a flottaépítési program, illetve a többi harcoló fél által elszenvedett veszteségek révén az Egyesült Államok lett a világ legnagyobb tengeri hatalma: az Egyesült Államok Haditengerészetének kötelékébe tartozott a világ hadihajóinak 70%-a. A 20. század során és a 21. századra az U.S. Navy megtartotta előnyét és flottája nagyobb volt, mint a következő 17 ország flottája együttesen. A második legnagyobb tengeri hatalom továbbra is Nagy-Britannia maradt, amely sikeresen legyőzte Argentínát az 1982-es Falkland-szigeteki háborúban. Az Egyesült Államokon kívül csak néhány ország, köztük Nagy-Britannia, Franciaország, Oroszország és Kína képes nagyméretű repülőgép-hordozók építésére, hadrendbe állítására és üzemeltetésére.

## Tengerészeti hagyományok

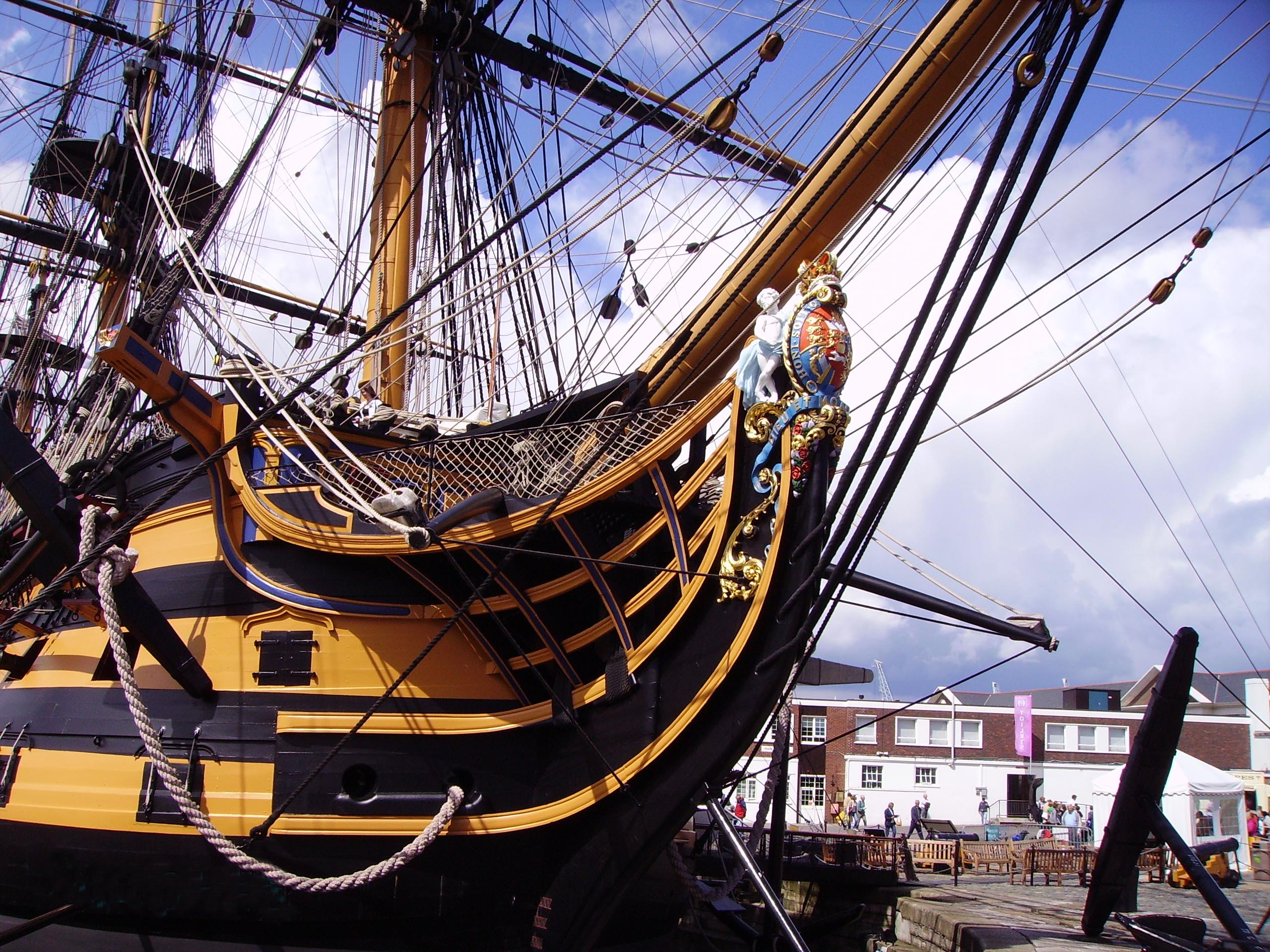
A HMS Victory orra

A haditengerészet egyik alapvető hagyománya, hogy a hadrendbe állított hajókat (ship) megkülönböztették a többi hajótól (vessel). Manapság ez alól kivételt képeznek a tengeralattjárók (megnevezésük boat). A hajó neve előtt található előtag jelöli, hogy melyik nemzet állította hadrendbe: a HMS jelentése Her Majesty's Ship, az USS jelentése United States Ship, INS jelentése Italian Navy Ship, HMCS jelentése Her Majesty's Canadian Ship és így tovább.
A brit haditengerészetben fontos szerepet játszott a hajó harangja, amely elsősorban az idő múlását jelezte (őrségváltás), illetve köd esetén, vészjelzésre, illetve ünnepségek során szólaltatták meg. A harangot eredetileg a hajó szakácsa fényesítette.
A hajók fedélzetén használt síphoz is kapcsolódnak hagyományos - eredetileg parancstovábbításra használták hadihajókon, amikor szóban nem lehetett átadni a kapitány vagy a tisztek utasításait. A síp két tónusú hangot tud kiadni és napjainkban főleg ceremoniális célra használják, pl. a hajó kapitányának vagy magas rangú látogatók üdvözlésére.

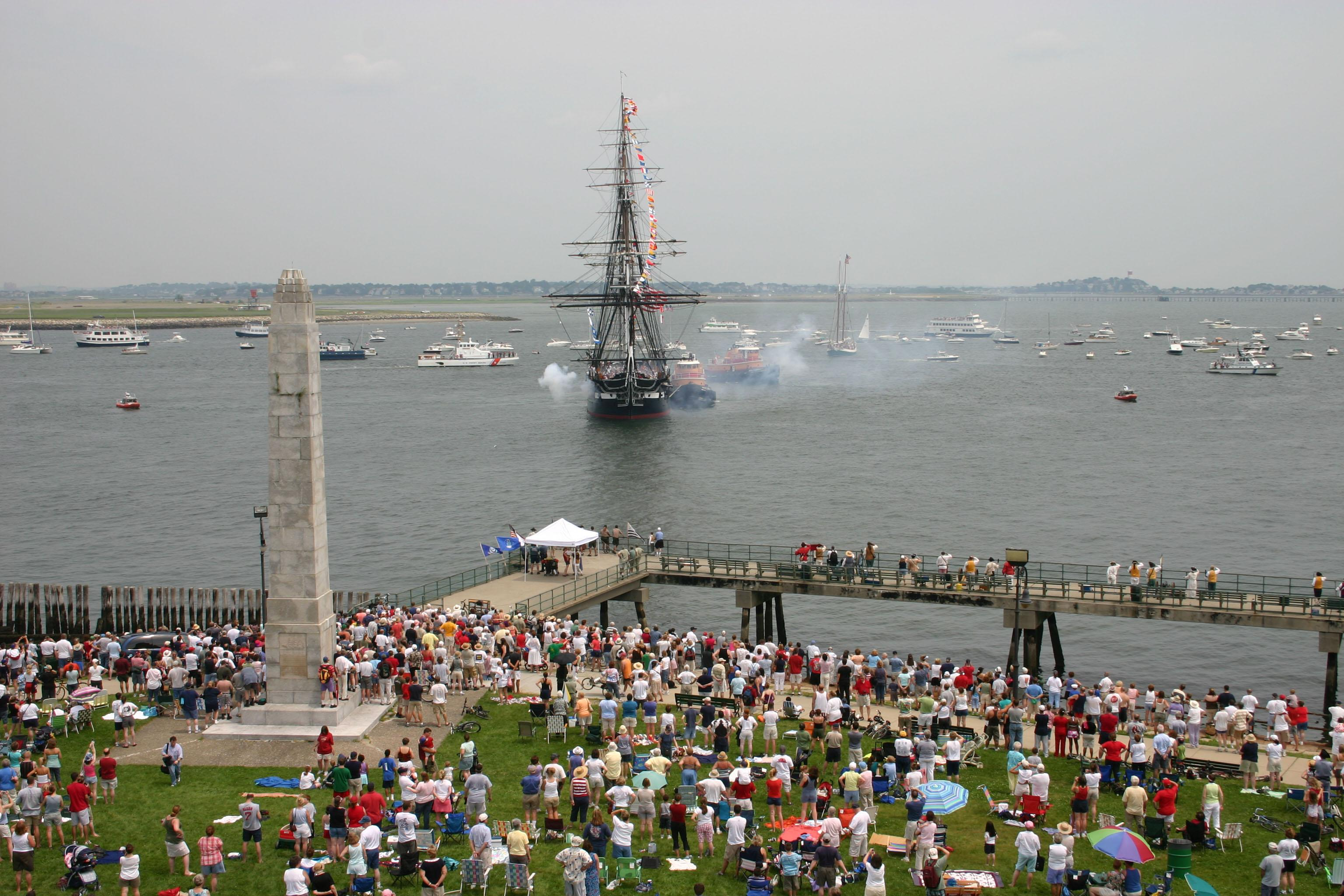
Az USS Constitution 21 ágyúlövéssel köszönti a bostoni öbölben található Fort Independence erődöt 2006-ban az amerikai függetlenség napján (július 4.).

Royal Navy White Ensign

United States Naval Jack

Az Amerikai Haditengerészet hivatalos zászlója

A hadihajók árbócára hagyományosan a haditengerészet zászlaját húzták fel, amely különbözik a hivatalos zászlótól. Nagy-Britanniában ez a Royal Navy Ensign, az Egyesült Államokban pedig jelenleg a First Navy Jack zászlót húzzák fel a terrorizmus elleni harc jegyében.
Az angolszász országokban a hajókra mindig nőneműként („she”) utalnak, azonban súlyos balszerencsének tartották, hogy ha nők léptek a hadihajók fedélzetére - a babona szerint hatalmas vihart okozott, ami elsüllyeszti a hajót. A legtöbb haditengerészetben nem is szolgálhattak nők, esetleg a tengerészek vagy tisztek feleségeként léphettek a fedélzetre.
Bár a fegyveres erőkben egyre nagyobb számban kezdtek nők szolgálni a második világháború után, a haditengerészet és különösen a tengeralattjárók sokáig megtartották a nőket kizáró sorozási politikájukat. Nők csak 2010. áprilisától szolgálhatnak az Egyesült Államok tengeralattjáróinak fedélzetén, a hivatalos indoklás addig az volt, hogy a hosszú szolgálati idő és az összezártság problémákhoz vezethet, ha nők vannak a fedélzeten. A brit haditengerészetnél is hasonló korlátozások voltak életben, annak ellenére, hogy Ausztrália, Kanada, Norvégia vagy éppen Spanyolország haditengerészeti erőiben a nők előtt nem voltak hasonló korlátozások.
Az üdvözlő ágyúlövés szokása a brit haditengerészettől eredt, mivel a régi, elöltöltős ágyúk elsütése a tenger felé egy időre harcképtelenné tette a hajót. Ezért a domináns tengeri hatalom (a britek) a tisztelet és a bizalom jeleként azt követelték más országok hajóitól, hogy ágyúlövéssel üdvözöljék a brit hadihajókat. Később az ágyúlövések száma egyenes arányban nőtt a köszöntött személy rangjával: államfőknek 21 ágyúlövés járt.

## Felosztása

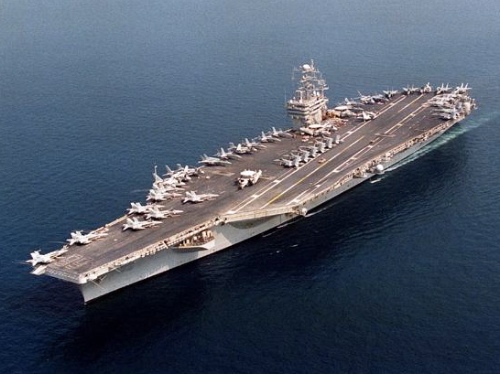
USS Nimitz repülőgép-hordozó

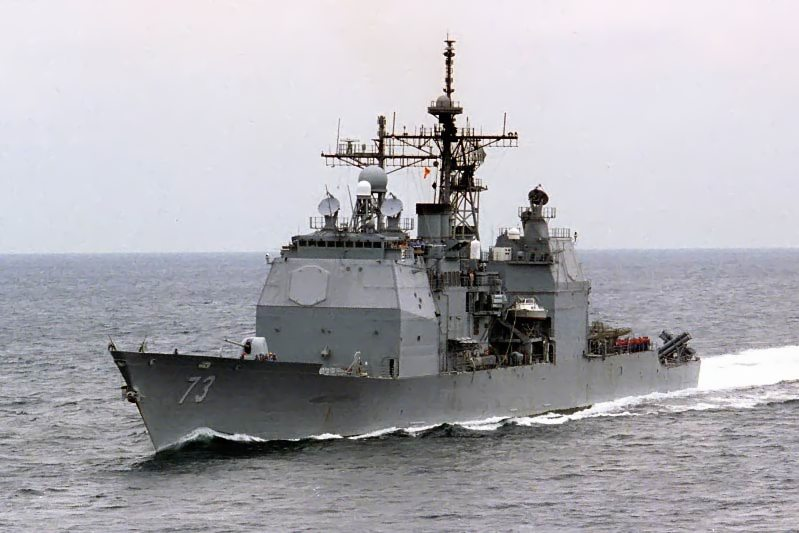
USS Port Royal (CG-73), egy Ticonderoga osztályú, cirkálórakétákkal felfegyverzett cirkáló

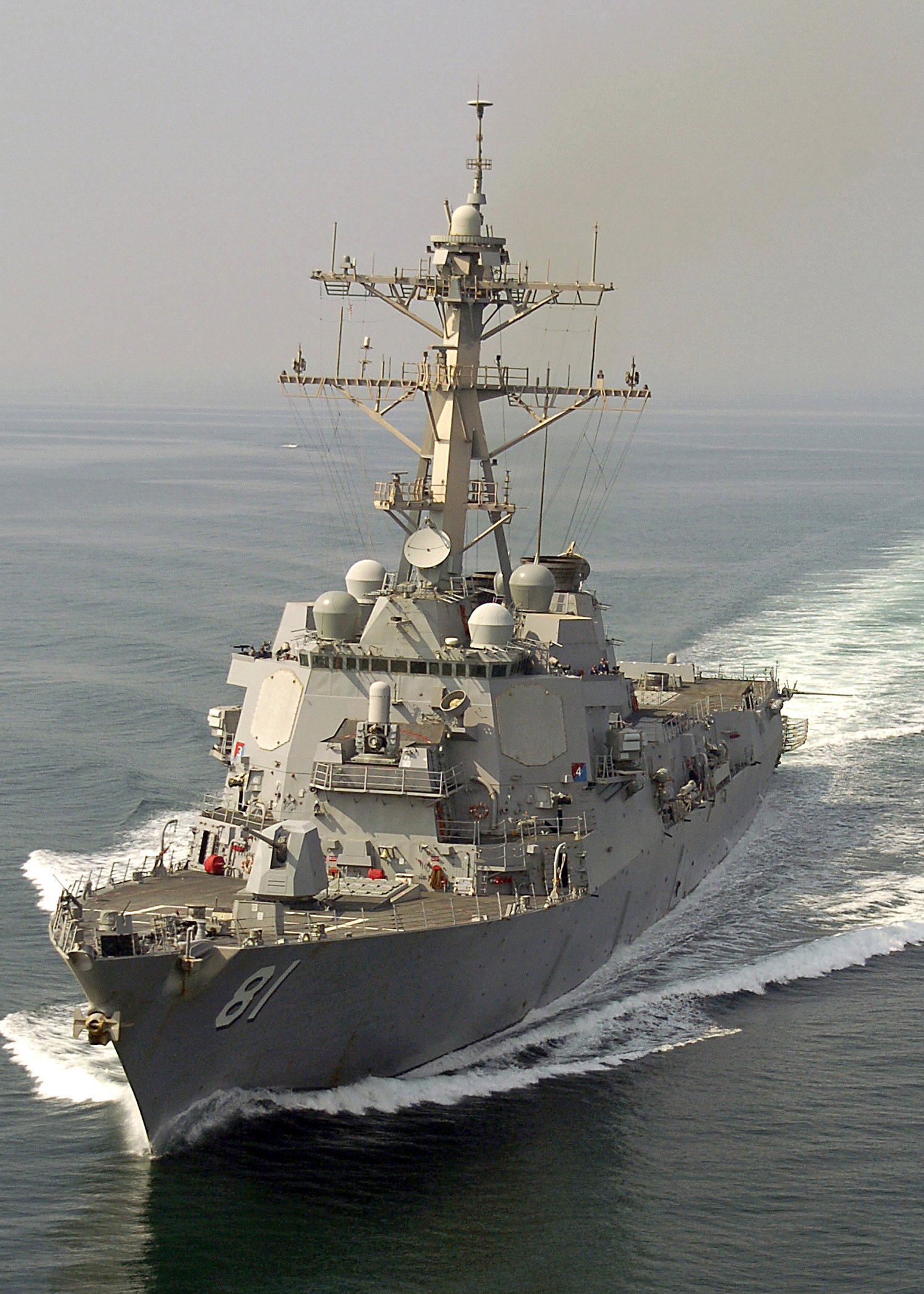
USS Winston S. Churchill (DDG-81), egy Arleigh Burke osztályú romboló

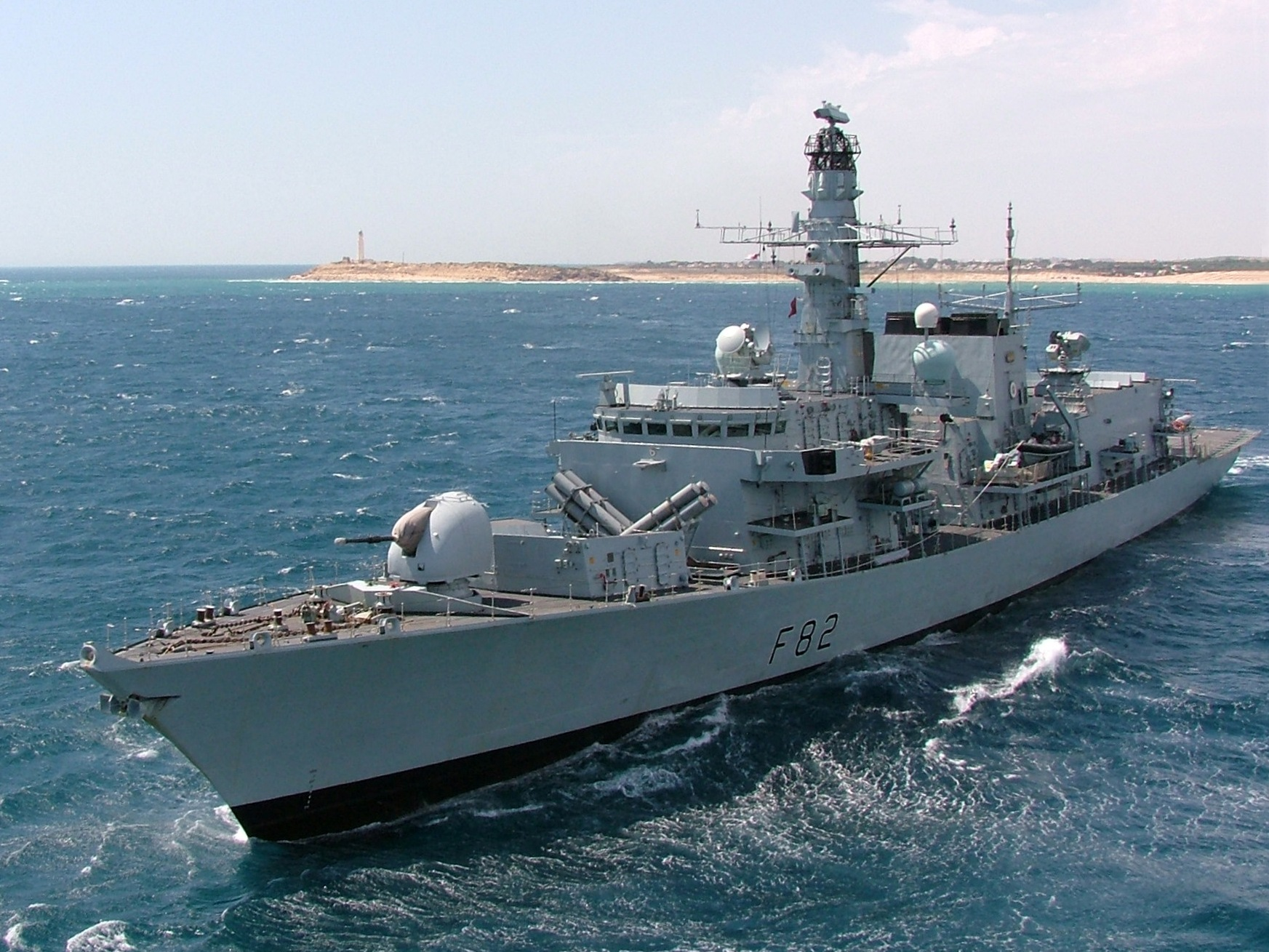
HMS Somerset (F82), a Royal Navy Type 23 osztályú fregattja, amelyet elsősorban tengeralattjárók elleni harcra terveztek.

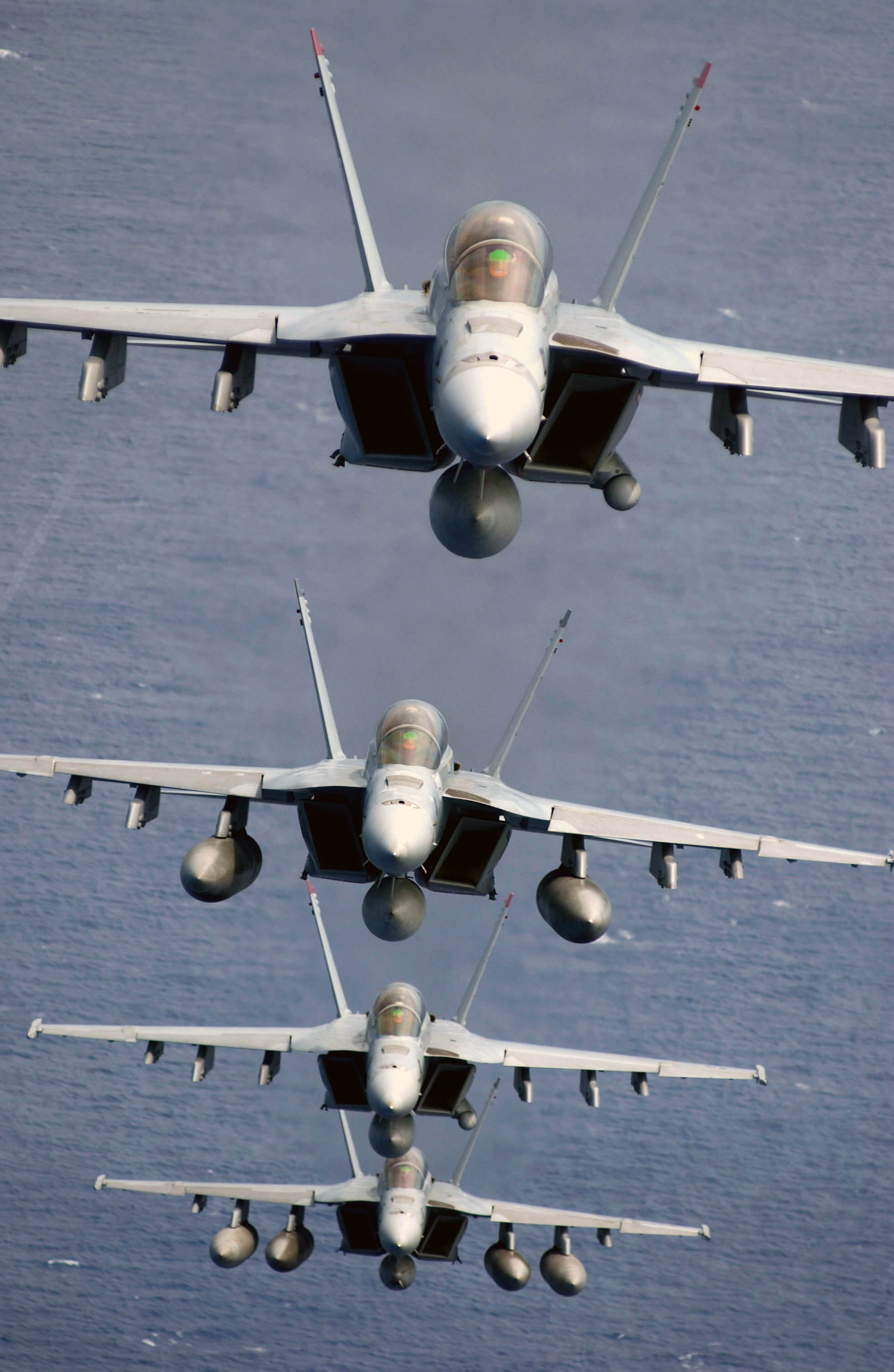
F/A-18 Super Hornet típusú repülőgépek, amelyek a Nimitz Carrier Strike Group állományába tartoznak.

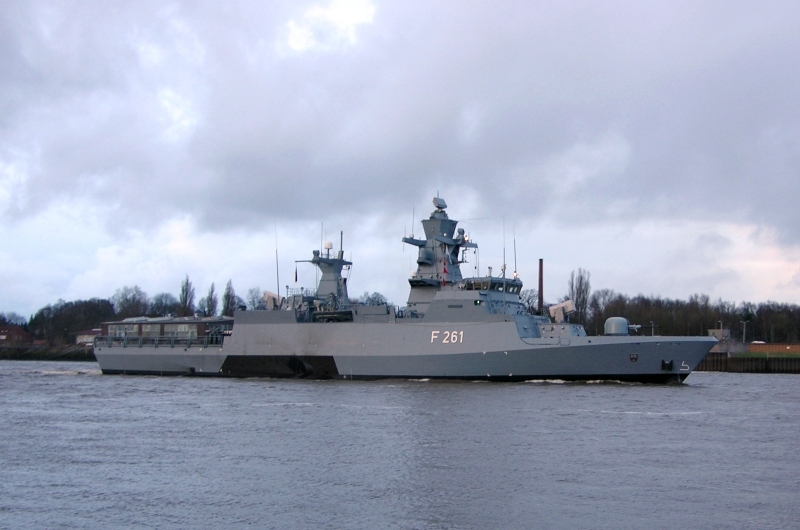
A Német Haditengerészet Braunschweig osztályú korvettje, a Magdeburg

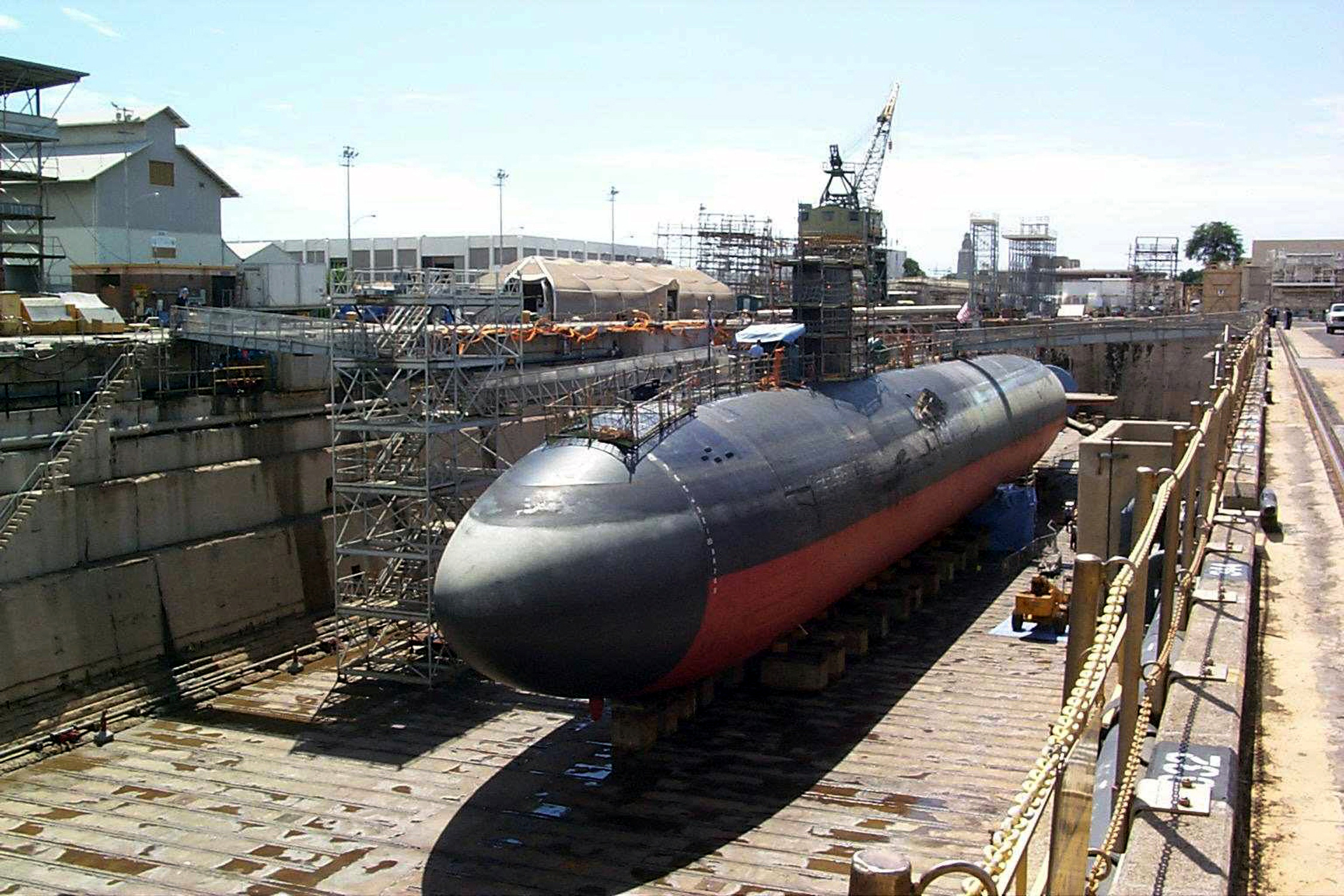
A USS Greeneville, egy Los Angeles osztályú támadó tengeralattjáró szárazdokkban

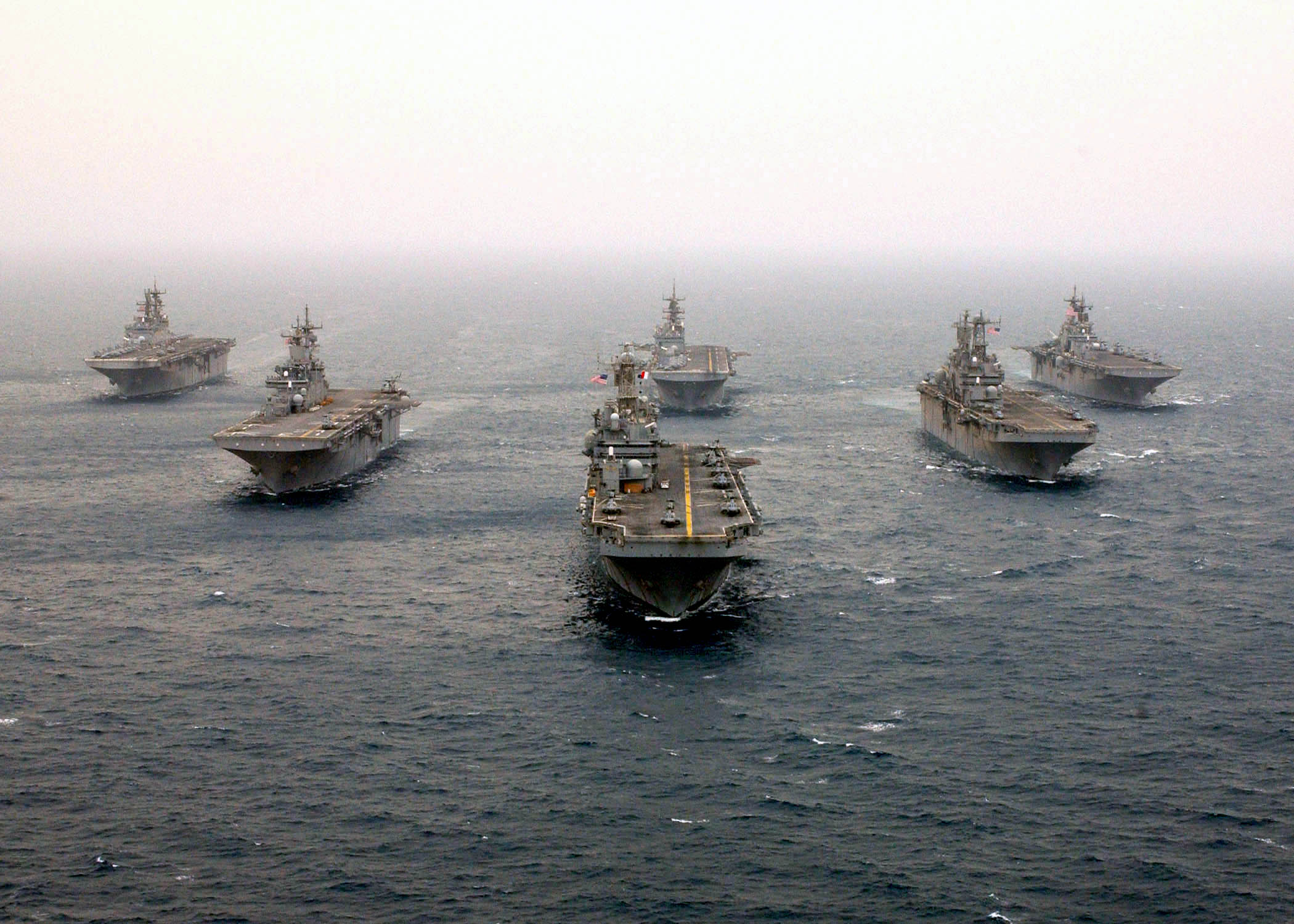
Az Amerikai haditengerészet hat partraszálló hajója kötelékben. A zászlóshajó és az attól jobbra található hajó Tarawa osztályú, a többi Wasp osztályú

### Fegyvernemek a haditengerészetnél
- felszíni hadihajók
- tengeralattjárók
- haditengerészeti repülők
- parti (partvédő) tüzérség
- légvédelmi csapatok
- tengerészgyalogság
- különleges rendeltetésű és kiszolgáló egységek

### Hajótípusok
A modern hadihajókat általában hét csoportba sorolják be (miután a legkorszerűbb hadiflották már majdnem teljesen kivonták a szolgálatból a csatahajókat):
- repülőgép-hordozók
- cirkálók
- rombolók
- fregattok
- korvettek
- tengeralattjárók
- kétéltű v. partraszálló hajók

A hadihajókat támogatják a különféle kisegítő egységek, mint pl.
- üzemanyagszállító- és raktárhajók
- aknamentesítő hajók
- parti járőrhajók és a parti őrség hajói
- jelzőhajók
- vontatóhajók
- folyamhajók
- állomás- és kiküldetésekre szánt hajók
- kikötői és parti szolgálatot teljesítő hajók
- különleges egységek
- szárazföldi létesítmények

A fentiekhez csatlakoznak még az úszó hajóhadanyaghoz tartozó járművek, az iskolai célokra használt oktatóhajók és ezek mellékhajói, valamint az avult hajók (hulk) is számíthatók. A hadihajók képzik a szorosan vett hadműveleti flották, míg a többi hajó a „különleges rendeltetésű hajók” néven foglalható össze.
Napjainkban a korszerű hadihajók gyorsabbak, mint valaha: a korszerű hajtóművek egyszerre tették lehetővé a sebesség és a hatótávolság növelését. A II. világháborúig a hadihajókat gyakran kellett feltölteni üzemanyaggal, de manapság jóval nagyobb távolságokat tudnak megtenni a hajók. A hajók kiszolgálásához is kevesebb emberre van szükség: a világháborús hadihajók hajtóműtermében 10-12 személy teljesített szolgálatot, ma akár 4-5 is elegendő. A hadihajókat általában kiszolgáló és utánpótlást szállítóegységek kísérik, amelyek üzemanyagot, fegyverzetet, lőszert, élelmiszert szállítanak, egészségügyi és más szolgáltatásokat biztosítanak. Ennek köszönhetően a hadihajók akár több hónapot is eltölthtnek a nyílt tengeren anélkül, hogy visszatérjenek a honi kikötőbe.

### Szervezet
A tengerészet hadihajói egyedül is képesek bizonyos feladatok végrehajtására, de manapság a nyílt tengeren a több, különböző feladatot ellátó hadihajók, illetve a repülőgép-anyahajók köré szervezett csapásmérő csoportok megszervezése az általános. A hajókötelékek összeállítása elsősorban a hajók számától, az egyes hajók minőségétől és harcértékétől, valamint a harccéltól is függ (támadó vagy védekező). A 3-6, egy parancsnok vezénylete alatt álló hajóból álló kötelék megnevezése „manővertest”, ha önállóan hajt végre feladatot, akkor „hajóraj”, ha magasabb kötelékben áll, akkor „hajóosztály”. A kötelékekben két-két hajó egy „csoportot” képez és egymás iránt kölcsönös segélyadásra köteles. Több hajóosztályból álló kötelékek képezik a „flottát”, ám általában véve ezen elnevezés alatt egy államnak az összes tengeri haderejét is értik.
A flotta parancsnoka a zászlóshajón tartózkodik, amely nevét onnan kapta, hogy a csata alatt zászlójelzésekkel adták ki az utasításokat a többi hajónak. A mélytengeri flotta onnan kapta a nevét, hogy a nyílt tengeren is képes hadműveleteket végrehajtani, a hazai kikötőktől távol. A flotta hajói nagy távolságok megtételére képesek és a flottában helyet kapnak a hadihajókat kiszolgáló szállító, javítóhajók. A modern hadihajók jelentős része nukleáris meghajtású és csak néhány évenként van szüksége hajtóanyag-feltöltésre. A parti flotta csak a partok közelében, illetve belvizeken (folyók, tavak) tud operálni, ahol az óceánjárók nagyobb merülési mélységük miatt megfeneklenének.
Amerika haditengerészetében hat aktív, számozott flotta teljesít szolgálatot, de ezek bevetésekben flottaszinten nem vesznek részt. A flották fő feladata a haditengerészeti egységek képzése és szolgáltatása, amelyek az egységesített harci parancsnokságok feladatait hajták végre. Az operatív küldetéset végrehajtó hadihajók egy taktikai flottaegység, azaz „task force” részévé válnak.

## Tengerészeti műveletek

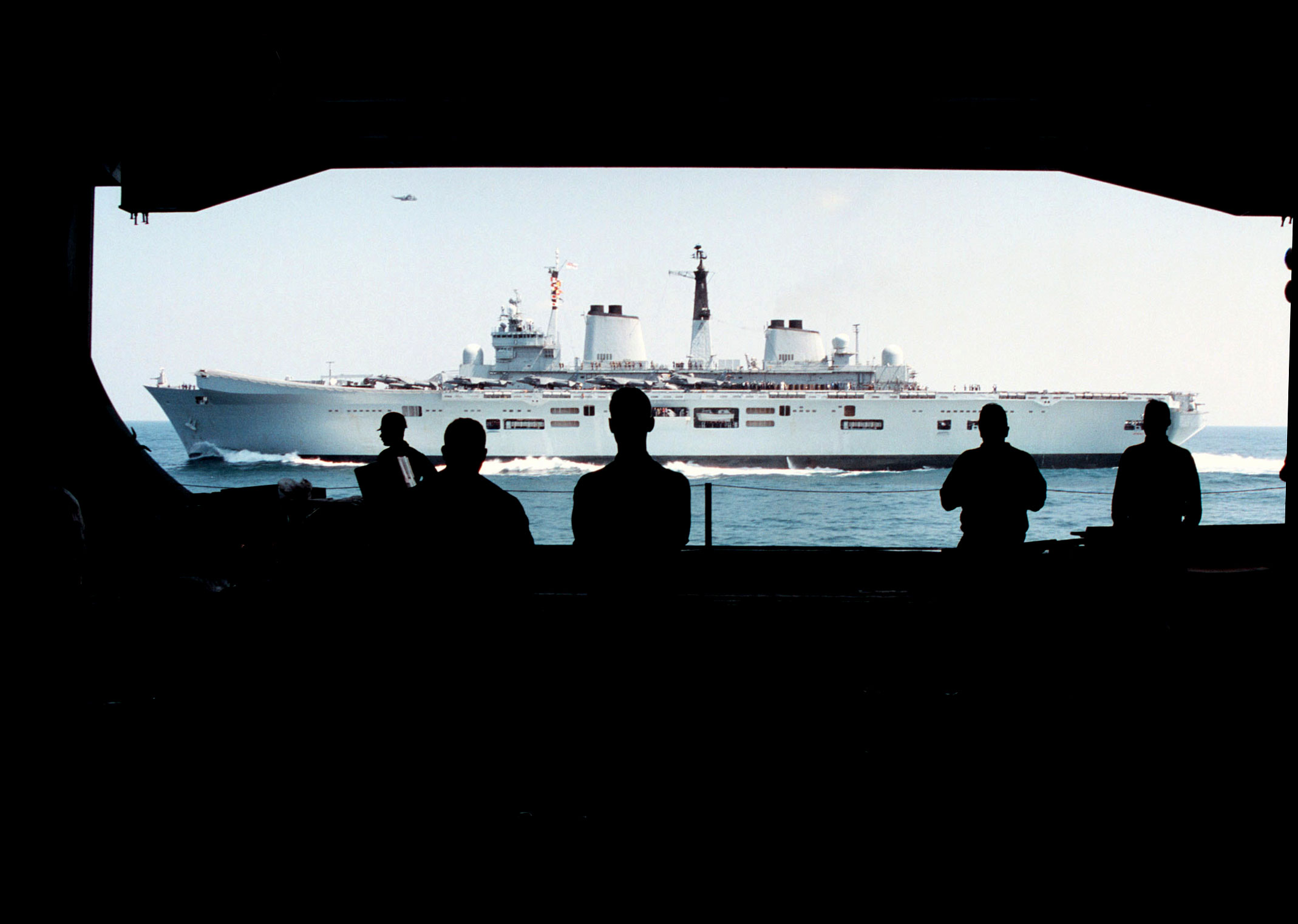
A HMS Invincible angol hadihajó kihajózik a Falkland-szigeteki háború kezdetén. A háború volt a legnagyobb tengeri konfliktus a II. világháború után.

A tengerészet hagyományosan egy vagy több hazai (vagy valamely szövetséges által rendelkezésre bocsátott) kikötőben állomásozik, ez a flotta támaszpontja. A flotta a haditengerészeti kikötőből indítja és irányítja hadműveleteit, illetve ide térnek vissza a hajók. Háborús időkben a flotta ideiglenes támaszpontokból üzemelhet, amelyet az ellenséghez, illetve a potenciális célpontokhoz közel hoznak létre, hogy javítsák a tengerészet reakcióidejét és lehetővé tegyék a hatékony járőrözést. A hagyományos tengeri hatalmak, mint pl. Nagy-Britannia, az Egyesült Államok, tengerészeti támaszpontokat hoztak létre a világ számos pontján (pl. a Guantánamói-öbölben található támaszpont területét az USA 99 évre bérelte ki Kubától, még a kommunista rezsim hatalomra kerülése előtt).

### Támadó hadműveletek

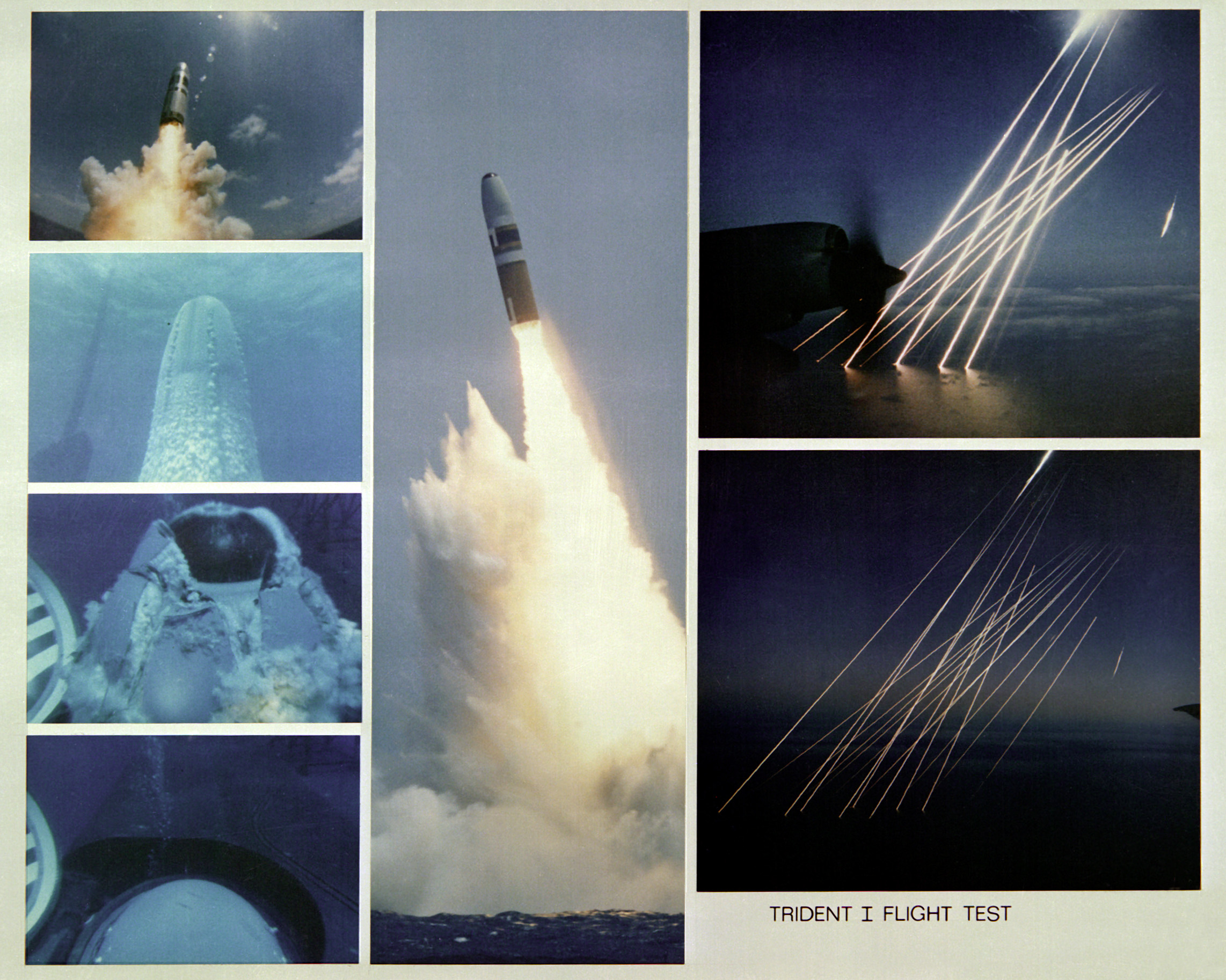
Trident I C4 típusú, tengeralattjáróról indítható ballisztikus rakéta kilövésének mozzanatai.

A támadó hadműveletekben a haditengerészet elsődleges feladata az ellenség felkutatása és megsemmisítése az adott ország felségvizein kívül, amit az angolban a „force projection” fogalom takar. A konkrét feladat lehet az ellenséges flotta felkutatása és megsemmisítése (Midwayi csata), az ellenséges kikötők támadása és lerombolása (ennek klasszikus példája a Pearl Harbor elleni japán támadás 1941-ben), az ellenséges hajózási vonalak támadása (német tengeralattjáró-hadiviselés az I. és a II. világháborúban) vagy az ellenséges kikötők blokádja, az ellenséges parti létesítmények elleni közvetlen támadás (mint pl. a Dardanellák ostroma az I. világháború során), illetve a szárazföldi hadsereg partraszállásának támogatása, tüzérségi előkészítés, illetve a partraszállásban való aktív részvétel.
Napjainkban a robotrepülőgépekkel felfegyverzett hadihajók mélyen a szárazföld belsejében is képesek csapást mérni az ellenséges erőkre, ezt pl. a terrorizmus elleni harcban az USA fegyveres erői rendszeresen kihasználják.

### Védelmi hadműveletek
A védelmi hadműveletek célja az ellenséges haditengerészet támadásának meghiúsítása, a hajózási útvonalak és kikötők védelme, a blokád meghiúsítása, csapatok és harcanyagok szállítása, az ellenség partraszállási kísérleteinek meghiúsítása, az ellenséges felszíni egységek és tengeralattjárók felkutatása és megsemmisítése.
A II. világháború óta a ballisztikus rakétákkal felszerelt tengeralattjárók a nagyhatalmak nukleáris arzenáljának szerves és fontos részei, a nukleáris elrettentés egyik fontos komponensei.

## A hadihajók személyzete

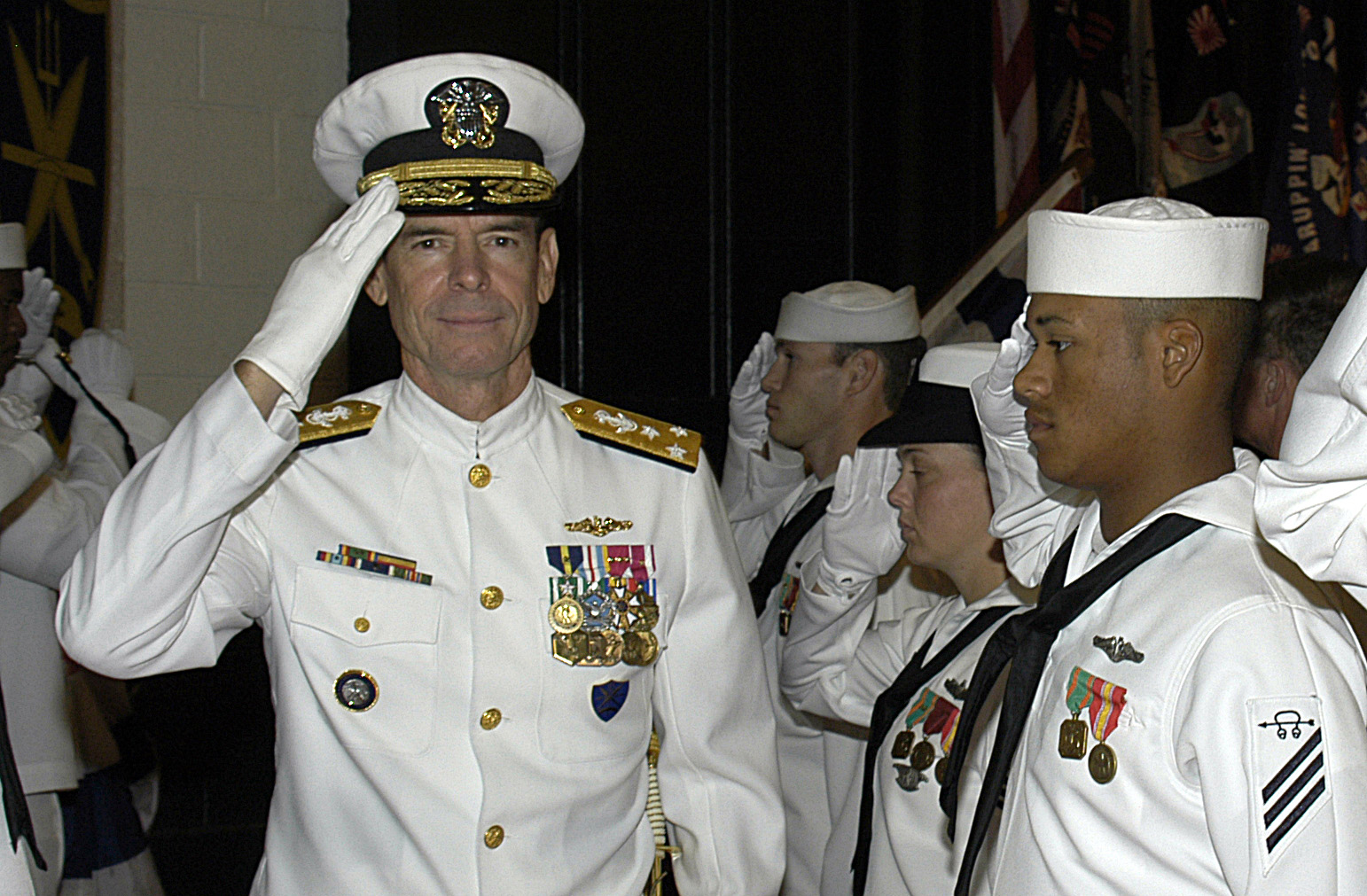
Az Amerikai Haditengerészet díszegyenruhás altengernagya fogadja a matrózok tisztelgését

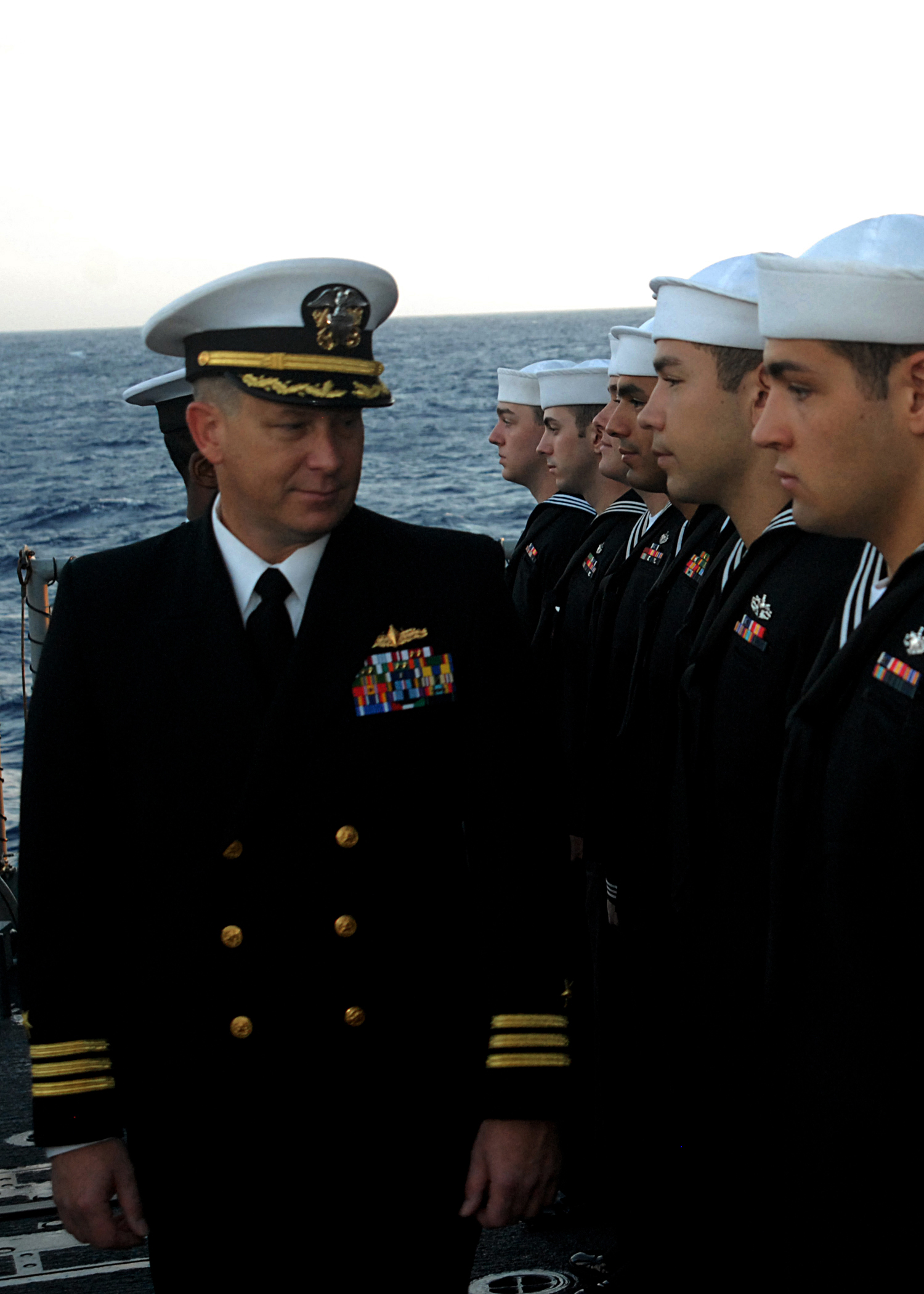
A tengerésztisztek és matrózok kék egyenruhája

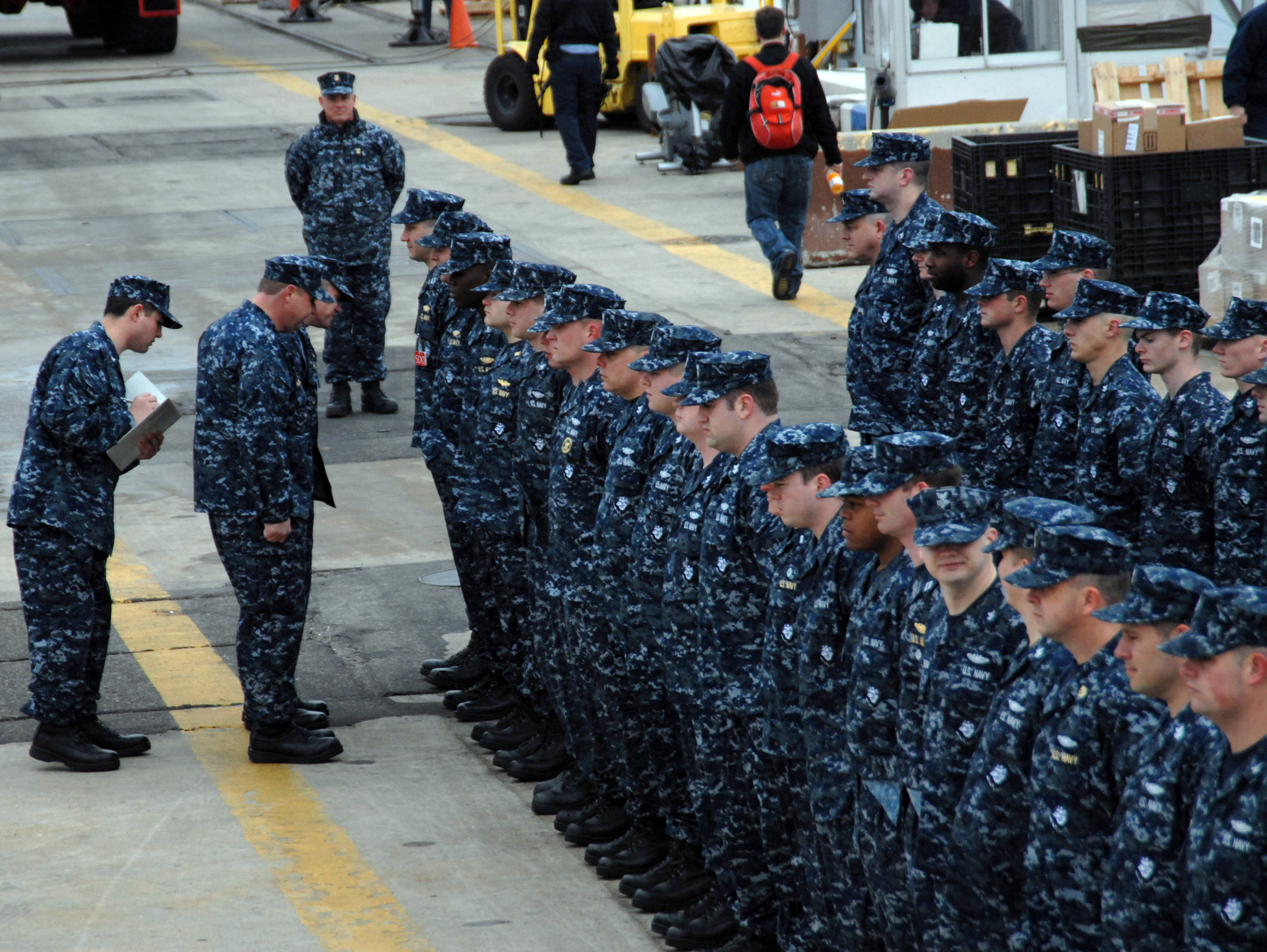
Haditengerészeti gyakorlót viselő matrózok szemléje

A világ legtöbb haditengerészetében a hajók legénységét hivatásos tisztek és szerződéses vagy sorköteles legénység alkotja. A tisztek rendfokozatai, bár országonként változó, általában az alábbi rendszert követik:
| Matrózok (Tisztesek)                |
| Altisztek (Tiszthelyettesek)        |
| Tisztek                             |
| Korvetthadnagy (Hadnagy)            |
| Fregatthadnagy (Főhadnagy)          |
| Sorhajóhadnagy (Százados)           |
| Főtisztek                           |
| Korvettkapitány (Őrnagy)            |
| Fregattkapitány (Alezredes)         |
| Sorhajókapitány (Ezredes)           |
| Tengernagyok                        |
| Flotillatengernagy (Dandártábornok) |
| Ellentengernagy (Vezérőrnagy)       |
| Altengernagy (Altábornagy)          |
| Tengernagy (Vezérezredes)           |
| Flottatengernagy (Hadseregtábornok) |

A matróz (tengerész) és az altiszti rendfokozat jellemzően több szintű. A Kanadai Haditengerészetnél például négy, a Brit és az Amerikai Haditengerészetnél viszont háromszintű a matróz rendfokozat. Az altiszti rendfokozatok esetében is különböző szinteket alkalmaznak.
Az angolszász országok haditengerészetében a flag officer minden olyan admirális, amelyik egy önálló flottát vagy hadműveleti csoportot irányít. A commodore rendfokozatot az Egyesült Államok haditengerészete használja és szintén egy adott kötelék parancsnoka használja. A II. világháború alatt a commodore ideiglenes is lehetett: a konvojt kísérő hadihajó parancsnoka megkapta a convoy commodore rangot, mivel a konvojhoz tartozó összes hajó a fennhatósága alá tartozott a nyílt tengeren.
Az elérhető legmagasabb rang általában függ a haditengerészet méretétől: a flottatengernagy (Fleet Admiral (USA) vagy Admiral of the Fleet (Royal Navy)) rangot csak igen kevesen érték el és általában csak háborús időben alkalmazzák. Az Ausztrál Haditengerészetnél a legmagasabb elérhető rang az ellentengernagyi, míg az Ír Haditengerészet parancsnoka commodore-i rangot visel.

## Magyar haditengerészet
A Monarchiával egyidőben jött létre a k.u.k Kriegsmarine, vagyis a Császári és Királyi Haditengerészet, amely kezdetben nem képviselt jelentős erőt, de az I. világháborúra a világ 6. legnagyobb flottája lett. A világháború alatt felvette a harcot a túlerőben lévő szövetséges flottákkal (elsősorban a brit és francia egységekkel megerősített olasz haditengerészettel), a központi hatalmak veresége után a flottát feloszlatták, illetve átadták az antant képviselőinek.
A II. világháború után a nagyobb folyamokon rendszeresítették a Honvéd Folyami Flottillát. A flottillát 2001-ben összevonták a tűzszerész alakulattal, ettől kezdve MH 1. Honvéd Tűzszerész és Hadihajós Ezred alegységeként folytatta tevékenységét. A további haderő-átalakítások következtében az ezredet leépítették, 2007. március 1-jétől a neve MH 1. Honvéd Tűzszerész és Hadihajós Zászlóalj. Ez az egység is teljes egészében a Honvédségnél rendszeresített rendfokozatokat használja, egy kivétellel: a honvéd vagy „rendfokozat nélküli” kategóriának a matróz felel meg.

## Fordítás
- Ez a szócikk részben vagy egészben  a   Navy című angol Wikipédia-szócikk fordításán alapul.  Az eredeti cikk szerkesztőit annak laptörténete sorolja fel. Ez a jelzés csupán a megfogalmazás eredetét és a szerzői jogokat jelzi, nem szolgál a cikkben szereplő információk forrásmegjelöléseként.